# Kirche Dammwolde

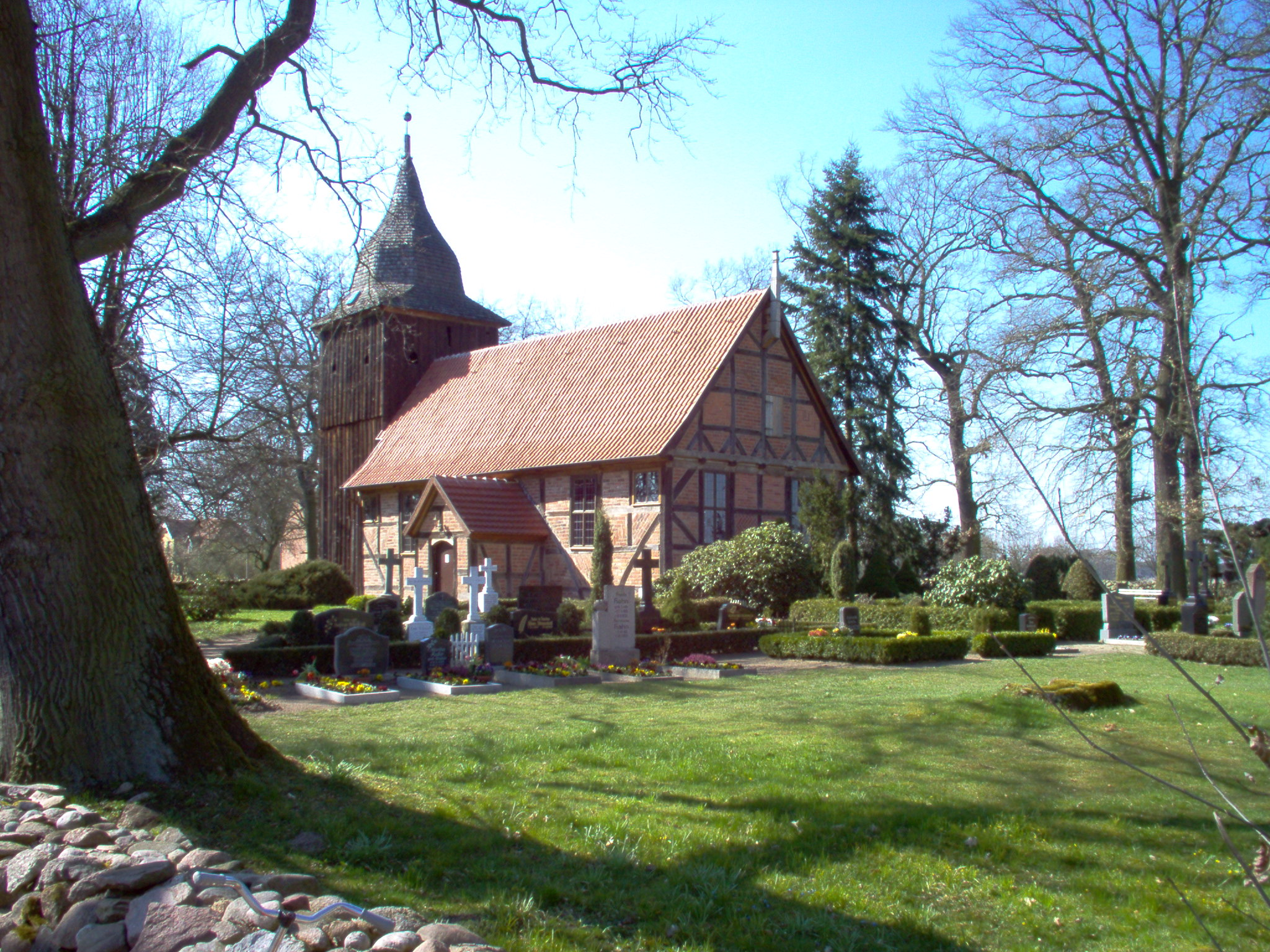
Evangelische Kirche in Dammwolde

Die Kirche Dammwolde ist ein denkmalgeschütztes Gebäude in Dammwolde, einem Ortsteil von Fincken im Landkreis Mecklenburgische Seenplatte (Mecklenburg-Vorpommern). Sie gehört zur Kirchengemeinde Massow in der Propstei Neustrelitz, Kirchenkreis Mecklenburg der Evangelisch-Lutherischen Kirche in Norddeutschland.

## Geschichte und Architektur

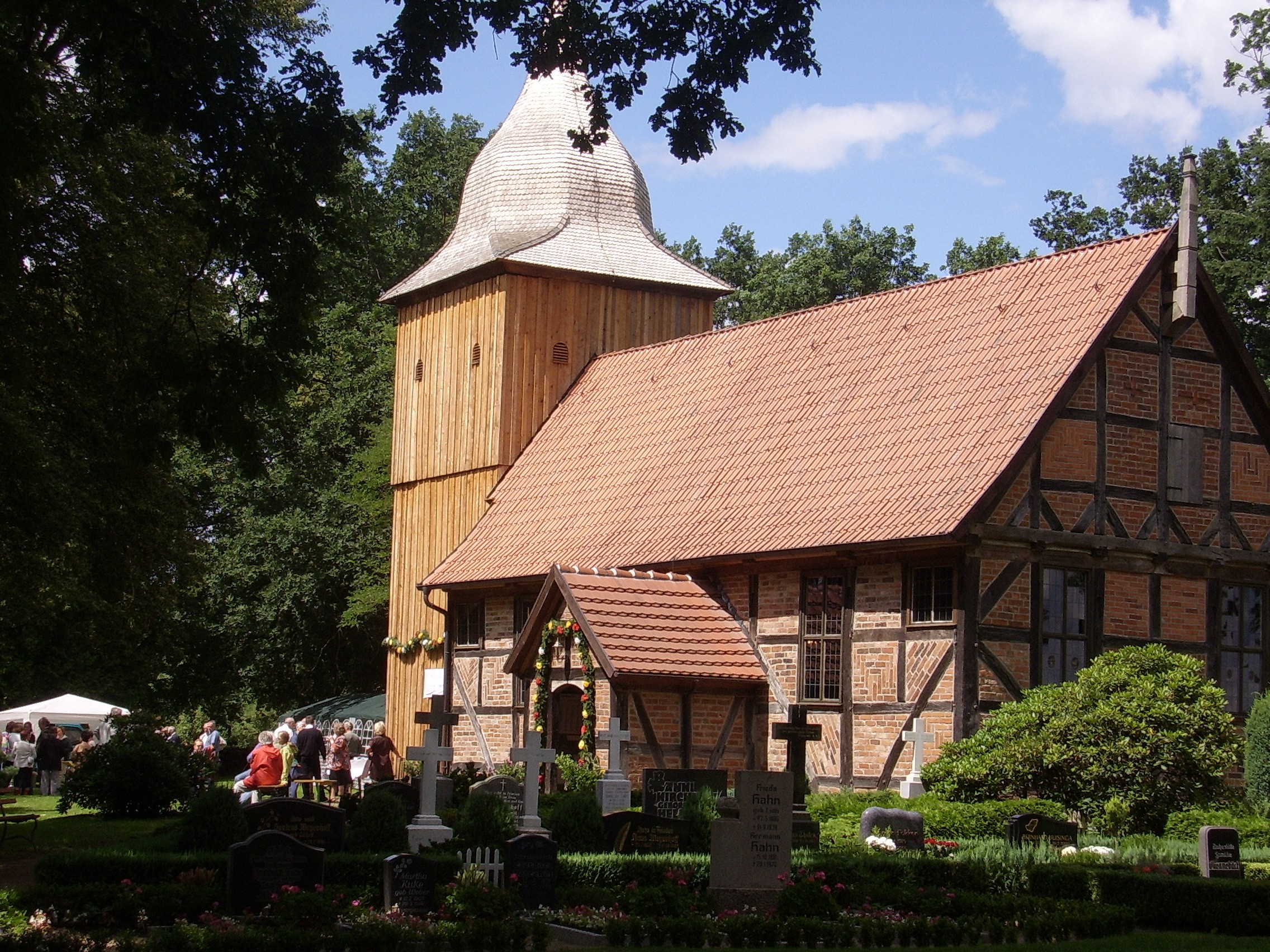
Zustand nach der Sanierung

Nach dem Dreißigjährigen Krieg war das Dorf auf fünf Bewohner geschrumpft. Die Kirche war ganz niedergefallen und das Holz mit Gras bewachsen. heißt es in einer Chronik.
Die heutige Fachwerkkirche auf rechteckigem Grundriss auf einem niedrigen Feldsteinsockel wurde 1679 gebaut, der verbretterte Turm wurde in späterer Zeit angefügt. Der Turm ist mit einer Zwiebel bekrönt. Der kleine Anbau an der Frontseite dient als Eingangsbereich. Das stark verfallene Gebäude wurde bis 2004 komplett saniert. Die flache Bretterdecke aus dem 18. Jahrhundert im Innenraum, ruht auf einer geschnitzten Mittelstütze, sie ist mit bemerkenswerter Blätter- und Blumenbemalung verziert. Für die Zukunft sind eine Auffrischung der Farben und Ergänzungen nach Befunden vorgesehen.

## Ausstattung
- Die Glasmalereien stammen aus der Zeit von 1671 und 1694.
- Die Kanzel, die Empore und der Altaraufsatz, in dessen Mittelteil ein Kreuzigungsgemälde zu sehen ist, sind Arbeiten aus der Zeit von 1730 bis 1740.